# العلاقات الليبيرية المدغشقرية
العلاقات الليبيرية المدغشقرية هي العلاقات الثنائية التي تجمع بين ليبيريا ومدغشقر.

## مقارنة بين البلدين
هذه مقارنة عامة ومرجعية للدولتين:
| وجه المقارنة                                              | ليبيريا      | مدغشقر                      |
| --------------------------------------------------------- | ------------ | --------------------------- |
| المساحة (كم2)                                             | 111.37 ألف   | 587.04 ألف                  |
| عدد السكان (نسمة)                                         | 4.73 مليون   | 25.57 مليون                 |
| الكثافة السكانية (ن./كم²)                                 | 42.47        | 43.56                       |
| العاصمة                                                   | مونروفيا     | أنتاناناريفو                |
| اللغة الرسمية                                             | لغة إنجليزية | اللغة الملغاشية، لغة فرنسية |
| العملة                                                    | دولار ليبيري | أرياري مدغشقري              |
| الناتج المحلي الإجمالي (بليون دولار)                      | 2.16 مليار   | 11.50 مليار                 |
| الناتج المحلي الإجمالي (تعادل القوة الشرائية) بليون دولار | 3.76 مليار   | 35.51 مليار                 |
| الناتج المحلي الإجمالي الاسمي للفرد دولار أمريكي          | 455          | 401                         |
| الناتج المحلي الإجمالي للفرد دولار أمريكي                 | 842          | 1.44 ألف                    |
| مؤشر التنمية البشرية                                      | 0.430        | 0.510                       |
| رمز المكالمات الدولي                                      | +231         | +261                        |
| رمز الإنترنت                                              | .lr          | .mg                         |
| المنطقة الزمنية                                           | 00           | ت ع م+03:00                 |

## منظمات دولية مشتركة
يشترك البلدان في عضوية مجموعة من المنظمات الدولية، منها:
| علم المنظمة | اسم المنظمة                                 | تاريخ انضمام ليبيريا | تاريخ انضمام مدغشقر |
| ----------- | ------------------------------------------- | -------------------- | ------------------- |
|             | مؤسسة التنمية الدولية                       | 28 مارس 1962         | 25 سبتمبر 1963      |
|             | البنك الإفريقي للتنمية                      | ?                    | ?                   |
|             | مؤسسة التمويل الدولية                       | 28 مارس 1962         | 27 سبتمبر 1963      |
|             | منظمة حظر الأسلحة الكيميائية                | ?                    | ?                   |
|             | الأمم المتحدة                               | 2 نوفمبر 1945        | 20 سبتمبر 1960      |
|             | الاتحاد الدولي للاتصالات                    | 10 أكتوبر 1927       | 11 مايو 1961        |
|             | منظمة الشرطة الجنائية الدولية               | ?                    | ?                   |
|             | البنك الدولي للإنشاء والتعمير               | 28 مارس 1962         | 25 سبتمبر 1963      |
|             | الاتحاد البريدي العالمي                     | ?                    | ?                   |
|             | المركز الدولي لتسوية المنازعات الاستشارية   | 16 يوليو 1970        | 14 أكتوبر 1966      |
|             | وكالة ضمان الاستثمار متعدد الأطراف          | 12 أبريل 2007        | 8 يونيو 1988        |
|             | مجموعة دول أفريقيا والكاريبي والمحيط الهادئ | ?                    | ?                   |
|             | الاتحاد الأفريقي                            | ?                    | ?                   |
|             | يونسكو                                      | 6 مارس 1947          | 10 نوفمبر 1960      |

## وصلات خارجية
- موقع وزارة الخارجية الليبيرية